# Olympische Sommerspiele 2004/Radsport
Bei den Olympischen Sommerspielen 2004 in der griechischen Hauptstadt Athen wurden im Radsport insgesamt 18 Wettbewerbe ausgetragen, elf für Männer und sieben für Frauen.
Die 12 Bahnwettbewerbe fanden im Olympic Velodrome im Athens Olympic Sports Complex statt. Die beiden Straßenrennen hatten ihr Start und Ziel am Platia Kotzia, der Kurs führte durch das Stadtzentrum von Athen. Die beiden Einzelzeitfahren starteten und endeten am Vouliagmeni Olympic Centre. Für die beiden Mountainbike-Rennen diente das Parnitha Olympic Mountain Bike Venue als Wettkampfstätte.

## Männer

### Bahn

#### Sprint
| Platz | Land | Athlet           |
| ----- | ---- | ---------------- |
| 1     | AUS  | Ryan Bayley      |
| 2     | NED  | Theo Bos         |
| 3     | GER  | René Wolff       |
| 4     | FRA  | Laurent Gané     |
| 5     | GBR  | Ross Edgar       |
| 6     | BAR  | Barry Forde      |
| 7     | POL  | Damian Zieliński |
| 8     | FRA  | Mickaël Bourgain |
| 0...  |      |                  |

Datum: 24. August 2004, 18:30 Uhr; 19 Aktive

#### 1000 m Zeitfahren
| Platz | Land | Athlet            | Zeit (min)    |
| ----- | ---- | ----------------- | ------------- |
| 1     | GBR  | Chris Hoy         | 1:00,711 (OR) |
| 2     | FRA  | Arnaud Tournant   | 1:00,896      |
| 3     | GER  | Stefan Nimke      | 1:01,186      |
| 4     | AUS  | Shane Kelly       | 1:01,224      |
| 5     | NED  | Theo Bos          | 1:01,986      |
| 6     | FRA  | François Pervis   | 1:02,328      |
| 7     | GBR  | Craig MacLean     | 1:02,369      |
| 8     | GER  | Carsten Bergemann | 1:02,369      |
| 0...  |      |                   |               |

Datum: 20. August 2004, 17:55 Uhr, 17 Fahrer

#### 4000 m Einerverfolgung
| Platz | Land | Athlet           | Zeit (min)            |
| ----- | ---- | ---------------- | --------------------- |
| 1     | GBR  | Bradley Wiggins  | 4:16,304              |
| 2     | AUS  | Bradley McGee    | 4:20,436              |
| 3     | ESP  | Sergi Escobar    | 4:17,947 Bronzerennen |
| 4     | GBR  | Rob Hayles       | 4:22,291              |
| 5     | AUS  | Luke Roberts     | 4:20,336              |
| 6     | FRA  | Fabien Sanchez   | 4:21,235              |
| 7     | UKR  | Wolodymyr Djudja | 4:22,720              |
| 8     | GER  | Robert Bartko    | 4:26,184              |
| 0...  |      |                  |                       |

Datum: 21. August 2004, 17:40 Uhr; 15 Aktive

#### Punktefahren
| Platz | Land | Athlet           | Punkte |
| ----- | ---- | ---------------- | ------ |
| 1     | RUS  | Michail Ignatiew | 93     |
| 2     | ESP  | Joan Llaneras    | 82     |
| 3     | GER  | Guido Fulst      | 79     |
| 4     | NZL  | Greg Henderson   | 68     |
| 5     | CZE  | Milan Kadlec     | 65     |
| 6     | AUS  | Mark Renshaw     | 60     |
| 7     | NED  | Peter Schep      | 58     |
| 8     | ITA  | Angelo Ciccone   | 49     |
| 0...  |      |                  |        |

Datum: 24. August 2004, 17:30 Uhr; 23 Teilnehmer

#### Keirin
| Platz | Land | Athlet                |
| ----- | ---- | --------------------- |
| 1     | AUS  | Ryan Bayley           |
| 2     | ESP  | José Antonio Escuredo |
| 3     | AUS  | Shane Kelly           |
| 4     | FRA  | Mickaël Bourgain      |
| 5     | GER  | René Wolff            |
| 6     | MAS  | Josiah Ng             |
| 7     | POL  | Łukasz Kwiatkowski    |
| 8     | GER  | Jens Fiedler          |
| 0...  |      |                       |

Datum: 25. August 2004, 19:00 Uhr; 22 Fahrer

#### Madison
| Platz | Land | Athleten                          | Punkte                |
| ----- | ---- | --------------------------------- | --------------------- |
| 1     | AUS  | Graeme Brown / Stuart O’Grady     | 22                    |
| 2     | SUI  | Franco Marvulli / Bruno Risi      | 15                    |
| 3     | GBR  | Rob Hayles / Bradley Wiggins      | 12                    |
| 4     | GER  | Robert Bartko / Guido Fulst       | 9                     |
| 5     | UKR  | Wolodymyr Rybin / Wassyl Jakowlew | 9                     |
| 6     | ESP  | Miguel Alzamora / Joan Llaneras   | 7                     |
| 7     | NZL  | Greg Henderson / Hayden Roulston  | 2                     |
| 8     | AUT  | Roland Garber / Franz Stocher     | (eine Runde zurück) 8 |
| 0...  |      |                                   |                       |

Datum: 25. August 2004, 18:00 Uhr; 18 Teams

#### Olympischer Sprint
| Platz | Land | Athleten                                                      | Zeit (s) |
| ----- | ---- | ------------------------------------------------------------- | -------- |
| 1     | GER  | Jens Fiedler Stefan Nimke René Wolff                          | 43,980   |
| 2     | JPN  | Toshiaki Fushimi Masaki Inoue Tomohiro Nagatsuka              | 44,246   |
| 3     | FRA  | Mickaël Bourgain Laurent Gané Arnaud Tournant                 | 44,359   |
| 4     | AUS  | Ryan Bayley Sean Eadie Shane Kelly                            | 44,404   |
| 5     | GBR  | Chris Hoy Jason Queally Jamie Staff                           | 44,075   |
| 6     | NED  | Jan Bos Theo Bos Teun Mulder                                  | 44,370   |
| 7     | ESP  | José Antonio Escuredo Salvador Meliá José Antonio Villanueva  | 44,687   |
| 8     | GRE  | Georgios Cheimonetos Dimitrios Georgalis Lambros Vasilopoulos | 45,708   |
| 0...  |      |                                                               |          |

Datum: 21. August 2004, 16:30 Uhr; zwölf Mannschaften

#### 4000 m Mannschaftsverfolgung
| Platz | Land | Athleten                                                                                | Zeit (min)            |
| ----- | ---- | --------------------------------------------------------------------------------------- | --------------------- |
| 1     | AUS  | Graeme Brown Brett Lancaster Bradley McGee Luke Roberts Peter Dawson Stephen Wooldridge | 3:58,233              |
| 2     | GBR  | Steve Cummings Rob Hayles Paul Manning Bradley Wiggins Chris Newton Bryan Steel         | 4:01,760              |
| 3     | ESP  | Carlos Castaño Sergi Escobar Asier Maeztu Carlos Torrent                                | 4:05,523 Bronzerennen |
| 4     | GER  | Robert Bartko Guido Fulst Christian Lademann Leif Lampater                              | 4:07,193              |
| 5     | NED  | Levi Heimans Jens Mouris Peter Schep Jeroen Straathof                                   | 4:06,286              |
| 6     | UKR  | Wolodymyr Djudja Roman Kononenko Serhij Matwjejew Witalij Popkow                        | 4:07,175              |
| 7     | FRA  | Matthieu Ladagnous Anthony Langella Jérôme Neuville Fabien Sanchez                      | 4:05,523              |
| 8     | LTU  | Linas Balčiūnas Aivaras Baranauskas Tomas Vaitkus Raimondas Vilčinskas                  | 4:05,523              |
| 0...  |      |                                                                                         |                       |

Datum: 23. August 2004, 17:30 Uhr, zehn Teams

### Straße

#### Straßenrennen
| Platz | Land | Athlet          | Zeit (h) |
| ----- | ---- | --------------- | -------- |
| 1     | ITA  | Paolo Bettini   | 5:41:44  |
| 2     | POR  | Sérgio Paulinho | 5:41:45  |
| 3     | BEL  | Axel Merckx     | 5:41:52  |
| 4     | GER  | Erik Zabel      | 5:41:56  |
| 5     | SLO  | Andrej Hauptman | 5:41:56  |
| 6     | LUX  | Kim Kirchen     | 5:41:56  |
| 7     | GBR  | Roger Hammond   | 5:41:56  |
| 8     | DEN  | Frank Hoj       | 5:41:56  |
| 0...  |      |                 |          |

Datum: 14. August 2004, 12:45 Uhr

Das olympische Radrennen wurde auf einem Rundkurs im Stadtzentrum ausgetragen. Es waren 17 Runden zu 13,2 km zu absolvieren, die Gesamtlänge betrug 224,4 km. Erik Zabel gewann den Sprint des Hauptfeldes und belegte den 4. Platz, Jan Ullrich kam als 19., Jens Voigt als 64. ins Ziel. Die beiden anderen deutschen Fahrer, Andreas Klöden und Michael Rich gaben wie viele andere vorzeitig auf. Am Start waren 144 Fahrer, 69 gaben vorzeitig auf.

#### Einzelzeitfahren
| Platz | Land | Athlet                    | Zeit (min) |
| ----- | ---- | ------------------------- | ---------- |
| 1     | RUS  | Wjatscheslaw Jekimow      | 57:50,58   |
| 2     | USA  | Bobby Julich              | 57:58,19   |
| 3     | AUS  | Michael Rogers            | 58:01,67   |
| 4     | GER  | Michael Rich              | 58:09,46   |
| 5     | KAZ  | Alexander Winokurow       | 58:58,14   |
| 6     | GER  | Jan Ullrich               | 59:02,04   |
| 7     | COL  | Santiago Botero           | 59:04,76   |
| 8     | ESP  | Igor González de Galdeano | 59:27,25   |
| 0...  |      |                           |            |

Datum: 18. August 2004, 15:00 Uhr
Die Länge des Rennens betrug 48 km, 38 Fahrer gingen an den Start. Die Dopingprobe des Siegers Tyler Hamilton war, wie einige Wochen später bekannt wurde, positiv. Eine Verurteilung blieb aus, da die zur Verifizierung nötige B-Probe falsch gelagert und damit unbrauchbar geworden war. Im August 2012 wurde Hamilton während der Olympischen Sommerspiele 2012 in London jedoch nachträglich die Goldmedaille aberkannt.

### Mountainbike
| Platz | Land | Athlet               | Zeit (h) |
| ----- | ---- | -------------------- | -------- |
| 1     | FRA  | Julien Absalon       | 2:15:02  |
| 2     | ESP  | José Antonio Hermida | 2:16:02  |
| 3     | NED  | Bart Brentjens       | 2:17:05  |
| 4     | BEL  | Roel Paulissen       | 2:18:10  |
| 5     | GBR  | Liam Killeen         | 2:18:32  |
| 6     | SUI  | Ralph Näf            | 2:19:15  |
| 7     | SUI  | Thomas Frischknecht  | 2:19:39  |
| 8     | GER  | Manuel Fumic         | 2:20:29  |
| 0...  |      |                      |          |

Datum: 28. August 2004, 11:00 Uhr
Die Länge des Rennens betrug 43,3 km; 50 Starter

## Frauen

### Bahn

#### Sprint
| Platz | Land | Athletin              |
| ----- | ---- | --------------------- |
| 1     | CAN  | Lori-Ann Muenzer      |
| 2     | RUS  | Tamilla Abassowa      |
| 3     | AUS  | Anna Meares           |
| 4     | RUS  | Swetlana Grankowskaja |
| 5     | BLR  | Natallja Zylinskaja   |
| 6     | GER  | Katrin Meinke         |
| 7     | LTU  | Simona Krupeckaitė    |
| 8     | GBR  | Victoria Pendleton    |
| 0...  |      |                       |

Datum: 24. August 2004, 16:20 Uhr; 12 Beteiligte

#### 500 m Zeitfahren
| Platz | Land | Athletin            | Zeit (s)    |
| ----- | ---- | ------------------- | ----------- |
| 1     | AUS  | Anna Meares         | 33,952 (WR) |
| 2     | CHN  | Jiang Yonghua       | 34,112      |
| 3     | BLR  | Natallja Zylinskaja | 34,167      |
| 4     | LTU  | Simona Krupeckaitė  | 34,317      |
| 5     | NED  | Yvonne Hijgenaar    | 34,532      |
| 6     | GBR  | Victoria Pendleton  | 34,626      |
| 7     | CAN  | Lori-Ann Muenzer    | 34,628      |
| 8     | MEX  | Nancy Contreras     | 34,783      |
| 0...  |      |                     |             |

Datum: 20. August 2004, 17:15 Uhr
Es beteiligten sich zwölf Fahrerinnen, die Deutsche Katrin Meinke belegte mit 35,088 Sekunden Platz 11.

#### 3000 m Einzelverfolgung
| Platz | Land | Athletin                      | Zeit (min)    |
| ----- | ---- | ----------------------------- | ------------- |
| 1     | NZL  | Sarah Ulmer                   | 3:24,537 (WR) |
| 2     | AUS  | Katie Mactier                 | 3:27,650      |
| 3     | NED  | Leontien Zijlaard-van Moorsel | 3:27,037      |
| 4     | AUS  | Katherine Bates               | 3:31,715      |
| 5     | SUI  | Karin Thürig                  | 3:34,831      |
| 6     | RUS  | Olga Sljussarewa              | 3:36,263      |
| 7     | RUS  | Jelena Tschalych              | 3:36,442      |
| 8     | GBR  | Emma Davies                   | LAP           |
| 0...  |      |                               |               |

Datum: 22. August 2004, 17:40 Uhr; 12 Starterinnen

#### Punktefahren
| Platz | Land | Athletin          | Punkte |
| ----- | ---- | ----------------- | ------ |
| 1     | RUS  | Olga Sljussarewa  | 20     |
| 2     | MEX  | Belem Guerrero    | 14     |
| 3     | COL  | María Luisa Calle | 9      |
| 4     | ITA  | Vera Carrara      | 8      |
| 5     | NZL  | Sarah Ulmer       | 8      |
| 6     | ESP  | Gema Pascual      | 7      |
| 7     | AUS  | Katherine Bates   | 7      |
| 8     | GER  | Katrin Meinke     | 5      |
| 0...  |      |                   |        |

Datum: 25. August 2004, 16:45 Uhr, 19 Starterinnen
Die Kolumbianerin María Luisa Calle wurde positiv auf das Stimulanzmittel Heptaminol getestet und ihre Medaille aberkannt. Der Internationale Sportgerichtshof hob die Disqualifikation im Oktober 2005 wegen eines Formfehlers auf und verfügte die erneute Zuerkennung der Medaille.

### Straße

#### Straßenrennen
| Platz | Land | Athletin          | Zeit (h) |
| ----- | ---- | ----------------- | -------- |
| 1     | AUS  | Sara Carrigan     | 3:24:24  |
| 2     | GER  | Judith Arndt      | 3:24:31  |
| 3     | RUS  | Olga Sljussarewa  | 3:25:03  |
| 4     | AUS  | Oenone Wood       | 3:25:03  |
| 5     | GBR  | Nicole Cooke      | 3:25:03  |
| 6     | NED  | Mirjam Melchers   | 3:25:06  |
| 7     | ESP  | Joane Somarriba   | 3:25:06  |
| 8     | USA  | Kristin Armstrong | 3:25:06  |
| 0...  |      |                   |          |

Datum: 15. August 2004, 15:00 Uhr; 67 Athletinnen
Das olympische Radrennen wurde auf einem Rundkurs im Stadtzentrum ausgetragen. Es waren neun Runden zu 13,2 km zu absolvieren, die Gesamtlänge betrug 118,8 km. Silbermedaillengewinnerin Judith Arndt sorgte für Schlagzeilen, als sie auf der Ziellinie ihren Mittelfinger zeigte. Diese Geste war auf die Verantwortlichen des BDR gemünzt, die ihre Lebensgefährtin Petra Rossner trotz guter Vorleistungen nicht für die Olympischen Spiele nominiert hatten.

#### Einzelzeitfahren
| Platz | Land | Athletin                      | Zeit (min) |
| ----- | ---- | ----------------------------- | ---------- |
| 1     | NED  | Leontien Zijlaard-van Moorsel | 31:11,53   |
| 2     | USA  | Deirdre Demet-Barry           | 31:35,62   |
| 3     | SUI  | Karin Thürig                  | 31:54,89   |
| 4     | USA  | Christine Thorburn            | 32:14,82   |
| 5     | CZE  | Lada Kozlíková                | 32:15,41   |
| 6     | AUS  | Oenone Wood                   | 32:16,00   |
| 7     | ESP  | Joane Somarriba               | 32:25,93   |
| 8     | RUS  | Sulfija Sabirowa              | 32:30,08   |
| 0...  |      |                               |            |

Datum: 18. August 2004, 13:00 Uhr; 25 Teilnehmerinnen
Die Länge des Rennens betrug 24 Kilometer.

### Mountainbike
| Platz | Land | Athletin              | Zeit (h) |
| ----- | ---- | --------------------- | -------- |
| 1     | NOR  | Gunn-Rita Dahle       | 1:56:51  |
| 2     | CAN  | Marie-Hélène Prémont  | 1:57:50  |
| 3     | GER  | Sabine Spitz          | 1:59:21  |
| 4     | CAN  | Alison Sydor          | 1:59:47  |
| 5     | NED  | Elsbeth van Rooy-Vink | 2:01:41  |
| 6     | POL  | Maja Włoszczowska     | 2:02:08  |
| 7     | GER  | Ivonne Kraft          | 2:05:18  |
| 8     | FRA  | Laurence Leboucher    | 2:05:34  |
| 0...  |      |                       |          |

Datum: 27. August 2004, 11:00 Uhr, 31,3 km; 30 Teilnehmerinnen
Die Schweizerin Petra Henzi verletzte sich in einer Trainingsfahrt und konnte am Wettkampf nicht teilnehmen.